# Esgrima de penis

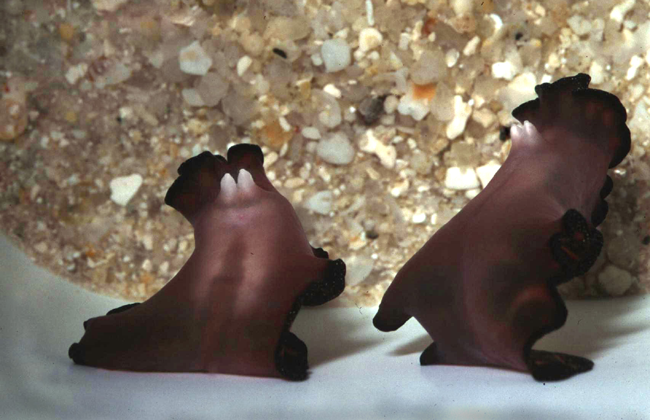
Dos individus de Pseudobiceros bedfordi preparant-se per fer esgrima amb els penis. P. bedfordi és excepcional, doncs aplica esperma sobre la pell de la parella en comptes d'injectar-li.

L'esgrima de penis (en anglès Penis fencing) és un comportament d'aparellament que duen a terme algunes espècies de planàries, com el policlàdide Pseudobiceros hancockanus. Les espècies que el practiquen són hermafrodites; cada individu té ovaris productors d'òvuls i testicles productors d'espermatozous.
Les planàries "fan esgrima" utilitzant penis amb forma de daga amb dos caps que són punxeguts, i de color blanc. El ritual d'aparellament implica una baralla violenta durant la qual les dues planàries hermafrodites intenten perforar la pell de l'altre amb un dels dos penis. Un organisme inseminarà l'altre; aquesta planària serà pare. L'esperma s'absorbeix a través dels porus de la pell, provocant la fertilització del segon, que serà la mare. La baralla pot durar fins a una hora.

## Altres usos
El concepte també s'utilitza per a fer referència a l'activitat homosexual entre dos bonobos mascles i diverses espècies de balenes.